# Georgi Timofejewitsch Sazepin
Georgi Timofejewitsch Sazepin (russisch Гео́ргий Тимофе́евич Заце́пин, englische Transkription Georgiy Zatsepin; * 15.jul. / 28. Mai 1917greg. in Moskau; † 8. März 2010 ebenda) war ein russischer Teilchen- und Astrophysiker.
Sazepin machte 1941 seinen Abschluss in Physik an der Lomonossow-Universität. Im Zweiten Weltkrieg arbeitete er in einer Flugzeugfabrik in Moskau und Irkutsk. 1944 setzte er sein Studium fort und wurde 1950 über Kosmische Strahlung promoviert (Kandidatentitel) und war danach Wissenschaftler am Lebedew-Institut. Für seine Arbeit im Rahmen einer Dissertation erhielt er 1951 den Staatspreis der UdSSR. 1954 habilitierte er sich (sowjetischer Doktortitel) mit einer Arbeit über Kaskadenprozesse bei Schauern kosmischer Höhenstrahlung (Nukleare Kaskadenprozesse als Grundlage für die Entwicklung der ausgedehnten Luftschauer) und 1958 wurde er Professor. 1960 wurde er Leiter eines eigenen Labors am Lebedew-Institut und ab 1970 war er Leiter der Abteilung Hochenergie-Astrophysik und Neutrinoastrophysik am damals neu gegründeten Institut für Kernforschung (INR) der Sowjetischen Akademie der Wissenschaften in Moskau, was er bis zu seinem Tod blieb. Gleichzeitig unterrichtete er an der Lomonossow-Universität zunächst im Institut von D. V. Skobeltsyn, der späteren Abteilung für Kosmische Strahlung und Physik des Weltraums. 1999 erhielt er eine Ehrenprofessur an der Lomonossow.
1961 schlug er mit Alexander Jewgenjewitsch Tschudakow vor, nach Kaskadenschauern kosmischer Strahlung zu suchen, die durch hochenergetische Gammastrahlung verursacht waren.
1966 veröffentlichte er mit Wadim Kusmin und unabhängig von Kenneth Greisen den GZK-Cutoff. Ebenfalls ab den 1960er Jahren begann er sich mit Neutrino-Astrophysik zu befassen und er entwickelte an seinem Neutrinolabor am Lebedew-Institut Methoden zur Beobachtung solarer Neutrinos.
In den 1970er Jahren war er wesentlich am Aufbau des Baksan-Neutrino-Observatoriums bei Baksan im Kaukasus beteiligt, dem Ersten dieser Art in der Sowjetunion.
1968 wurde er korrespondierendes und 1981 volles Mitglied der Sowjetischen Akademie der Wissenschaften. 1982 erhielt er den Leninpreis und 1998 den russischen Staatspreis für die Einrichtung und Experimente am Neutrino-Observatorium in Baksan. 1975 erhielt er den Orden des Roten Banners der Arbeit und 1987 den Orden der Oktoberrevolution. 1997 erhielt er zudem den Verdienstorden für das Vaterland 4. Klasse und 2008 den Orden der Ehre.